# A Higher Place
A Higher Place es el primer álbum de estudio de la banda estadounidense de metal progresivo Born of Osiris. Fue lanzado el 7 de julio de 2009 a través de Sumerian Records. El álbum debutó en el puesto 73 del Billboard 200, con más de 6000 copias vendidas. Fue el primer álbum en contar con aportaciones creativas ajenas a la mente maestra y baterista de la banda, Cameron Losch. Hasta entonces, había escrito y grabado casi todo, salvo las voces, en cada canción. Aunque esto también aplica principalmente a A Higher Place, "Exist" fue escrita y grabada por Lee Mckinney.
Una versión instrumental anterior de esta canción se puede encontrar bajo el título "Glass Bluntz". Aunque las dos versiones son bastante diferentes, comparten el mismo estribillo por el que "Exist" es conocida.
En septiembre de 2009, la banda anunció un nuevo sencillo, "Now Arise", y lanzó su videoclip ese mismo día.

## Lista de canciones
Todas las canciones escritas y compuestas por Born of Osiris. 
| N.º | Título               | Duración |  |
| 1.  | «Rebirth»            | 1:26     |  |
| 2.  | «Elimination»        | 2:05     |  |
| 3.  | «The Accountable»    | 2:12     |  |
| 4.  | «Now Arise»          | 3:52     |  |
| 5.  | «Live Like I'm Real» | 2:42     |  |
| 6.  | «Starved»            | 2:46     |  |
| 7.  | «Exist»              | 2:16     |  |
| 8.  | «Put to Rest»        | 3:11     |  |
| 9.  | «A Descent»          | 2:18     |  |
| 10. | «A Higher Place»     | 2:51     |  |
| 11. | «An Ascent»          | 3:21     |  |
| 12. | «Thrive»             | 2:41     |  |
| 13. | «Faces of Death»     | 2:28     |  |

## Personal
Born of Osiris
- Ronnie Canizaro – voz principal
- Lee McKinney – guitarra principal
- David Darocha – bajo
- Joe Buras – teclados, coros
- Cameron Losch – batería, guitarra rítmica, bajo